# La Castelluccia
La Castelluccia (o isola dei Briganti) è un'isola dell'Italia che si trova nel comune di Positano in Campania. Fa parte dell'arcipelago de Li Galli.
La denominazione ufficiale dell'isola, come riportato sul sito del comune di Positano, è Dei Briganti a nord della Rotonda anche se l'isola viene comunemente indicata nei testi con il nome di La Castelluccia.

## Geografia
L'isola, situata ad ovest di Positano, e di fronte alla fascia costiera meridionale dei comuni di Massa Lubrense, Sorrento, Sant'Agnello e Piano di Sorrento; sorge al centro dell'arcipelago, fra il Gallo Lungo e La Rotonda. Ad ovest di essa si trova lo Scoglio Vetara.